# Mojorejo (Ngraho)
Mojorejo is een bestuurslaag in het regentschap Bojonegoro van de provincie Oost-Java, Indonesië. Mojorejo telt 2420 inwoners (volkstelling 2010).